# تكاض (سيدي بيبي)
تكاض هي إحدى مشيخات المملكة المغربية، تتبع جغرافيا لإقليم شتوكة آيت باها وإداريًّا لسيدي بيبي. يقدر عدد سكانها بـ 6973 نسمة حسب الإحصاء الرسمي للسكان والسكنى لسنة 2004.
تضم أربعة دواوير وهي:
1.ساحل
2.قبلة
3.الكاطع
4.بوستة

## تسمية
كلمة أو تسمية تكاض تعني بالأمازيغية المحلية النار أو موقد النار.

## تاريخ
قبل أن نفهم تاريخ قرية تكاض علينا أن نفهم التطورات التي مرت منها القرية، حيث توجد وثيقة قديمة تثبت وجود قرية تكاض إلى أزيد من 300 سنة، وفي وثيقة أخرى تثبت أن تاريخ القرية ممتد إلى أزيد من 700 سنة بحكم سكانها القدامي.